# Hemiplegie
Bij hemiplegie is er sprake van een halfzijdig letsel/verlamming, als gevolg van een hersenbeschadiging. Hierdoor kan op den duur spasticiteit van een been, voet, arm of hand optreden. De hersenbeschadiging kan onder meer veroorzaakt worden door problemen rond de geboorte, infecties, zoals hersenvliesontsteking, een ongeval of een beroerte. In 30% van de gevallen wordt geen duidelijke oorzaak gevonden.
Wanneer de hemiplegie ontstaan is rond de geboorte, kan vanaf een leeftijd van ongeveer vier maanden een duidelijke voorkeur ontstaan voor het gebruik van één hand. Een blijvende vuiststand van één hand kan ook een aanwijzing zijn voor het bestaan van hemiplegie.
Afhankelijk van in welk hersengebied het probleem gelokaliseerd is, ontstaan problemen van arm en/of been. In het geval van een herseninfarct of intracerebrale bloeding is het stroomgebied hierin bepalend (arteria cerebri anterior, media of posterior). De ernst van de klachten hangt af van de plaats en de grootte van de hersenbeschadiging. Bij een rechtszijdige verlamming is de aandoening meestal in de linkerhersenhelft gelokaliseerd, daar bijna alle zenuwbanen in het middenvlak van het lichaam kruisen, zodat de zenuwbanen die links in het centraal zenuwstelsel ontspringen uiteindelijk in de rechter lichaamshelft terechtkomen.
Aan dezelfde zijde als de spierstoornis bestaan vaak gevoelsstoornissen en defecten in het gezichtsveld.
Er kan sprake zijn van bijkomende aandoeningen, zoals epilepsie, gedragsproblemen en leerstoornissen.